# Фестивал
Фестивал е обществен празник, обединен около конкретна тема, както и преглед на постиженията в определен вид изкуство, например музика, кино, художествена самодейност. Думата произлиза от латински – festum или festus означава „празник“.
Фестивалите са обикновено празненства, свързвани с честване на някакво събитие. С подбора на мястото, традицията, сградите, ваканционната атмосфера и със специалните художествени произведения фестивалите излизат извън рамките на всекидневието. Повечето фестивали се провеждат веднъж в годината или през две и повече години. Фестивали се провеждат навсякъде по света, но едни от най-известните са тези в Бразилия, Испания, Китай и Япония.

## Определение на фестивала
Сравнително най-цялостен опит за обобщаване на съществуващата фестивална практика, се съдържа в изданието „Европейските фестивали“ на Европейската асоциация на фестивалите. Там се представя специално изследване, проведено от асоциацията, което съдържа широк спектър от мнения за фестивалите като явление. На базата на серия от въпроси, задавани на изтъкнати личности в европейския музикален свят, определението е придобило следния вид:
„Фестивалът е предимно празнично събитие, обединена програма от художествени изпълнения, която надхвърля качествата на всекидневното програмиране, за да постигне ниво на изключителна празничност на определено място. Следователно притежава уникална привлекателност, която може да бъде поддържана само за определен период от време. Тази характерност трябва да бъде подчертана от високо качество на изпълняваното произведение (както класическо, така и експериментално) и стремеж към съвършенство, както и с използване на конкретната среда, трябва да създава специфична атмосфера, в която пейзажът, характерът на града, ангажираността на неговите жители и културната традиция на целия регион, са допринасящи фактори.“
Към така очертаните особености на фестивала биха могли да се добавят още няколко и да се обобщи:
1. Фестивалите обединяват в себе си многообразие от художествени произведения. Следователно от особено значение за тяхното провеждане е ролята на планирането, като важна съставна част от облика на събитието. По своята значимост и важност планирането на фестивали като специфична творческа дейност се поставя непосредствено до художественото творчество.
2. Уникалната привлекателност на програмата в най-голяма степен зависи от високото качество на изпълняваното произведение.
3. Важна е ролята на специфичната атмосфера, в която се провежда фестивалът. Към нея спадат природо-географски (пейзаж), социално-културни (характер на града, културна традиция на целия регион) и социално-психологически фактори (ангажираност на неговите жители).

## Видове фестивали
- бароков фестивал
- фестивал на изкуствата
- кино фестивал
- кулинарен фестивал
- литературен фестивал
- младежки фестивал
- музикален фестивал
- пролетен фестивал
- научен фестивал
- религиозен фестивал
- салса фестивал
- театрален фестивал
- транс фестивал
- фолклорен фестивал
- хипи фестивал

## Фестивалите в България
- Международен музикален фестивал „Варненско лято“
- Международен театрален фестивал „Варненско лято“
- Международен фестивал на камерната музика[2]
- Международен фестивал „Мартенски музикални дни“[3]
- Международен хоров фестивал „Черноморски звуци“[4]
- Международен фолклорен фестивал в Бургас
- Международен фолклорен фестивал – Велико Търново
- Международен фолклорен фестивал „Добруджа пее и танцува“
- Празници на изкуствата „Аполония“
- Златен Орфей
- Фестивал на българския игрален филм „Златна роза“
- Златното око
- Фестивал „Изкуството на Барока“[5]
- Детски Фестивал „Пясъчни Творения“ – гр. Балчик[6]
- Киномания
- Международен филмов фестивал „Любовта е лудост“
- Арт фестивал „Отворени пространства“
- Балкански младежки фестивал „Младостта на Балканите“
- Сливен Арт Фест
- Международен детски фолклорен танцов фестивал „Приятелство без граници“
- Национален фолклорен събор „Рожен“
- София диша
- Празник на розата
- Спирит ъф Бургас
- Музикален фестивал на хората с увреждания – Поморие
- Ноче Кубана (Noche Cubana) – салса фестивал
- Aniventure[7]
- Фестивал на пясъчните скулптури[8]
- Фестивал на Българското кино – гр Поморие, 2020 г.